# نيالا (السودان)

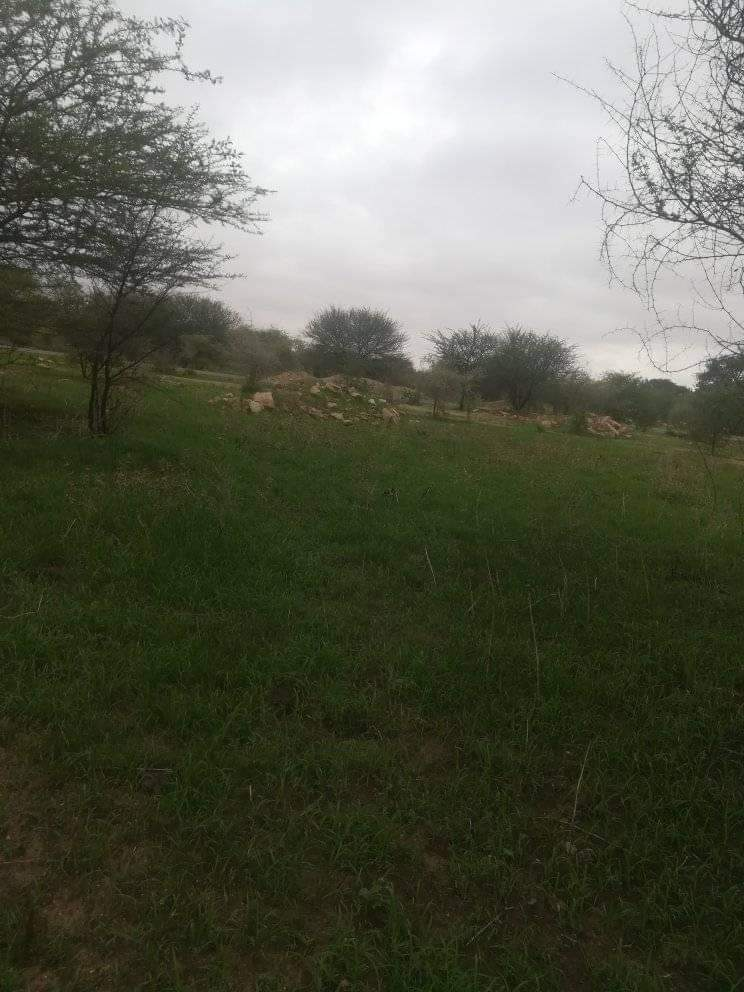
جامعة نيالا في الخريف (موسيه)

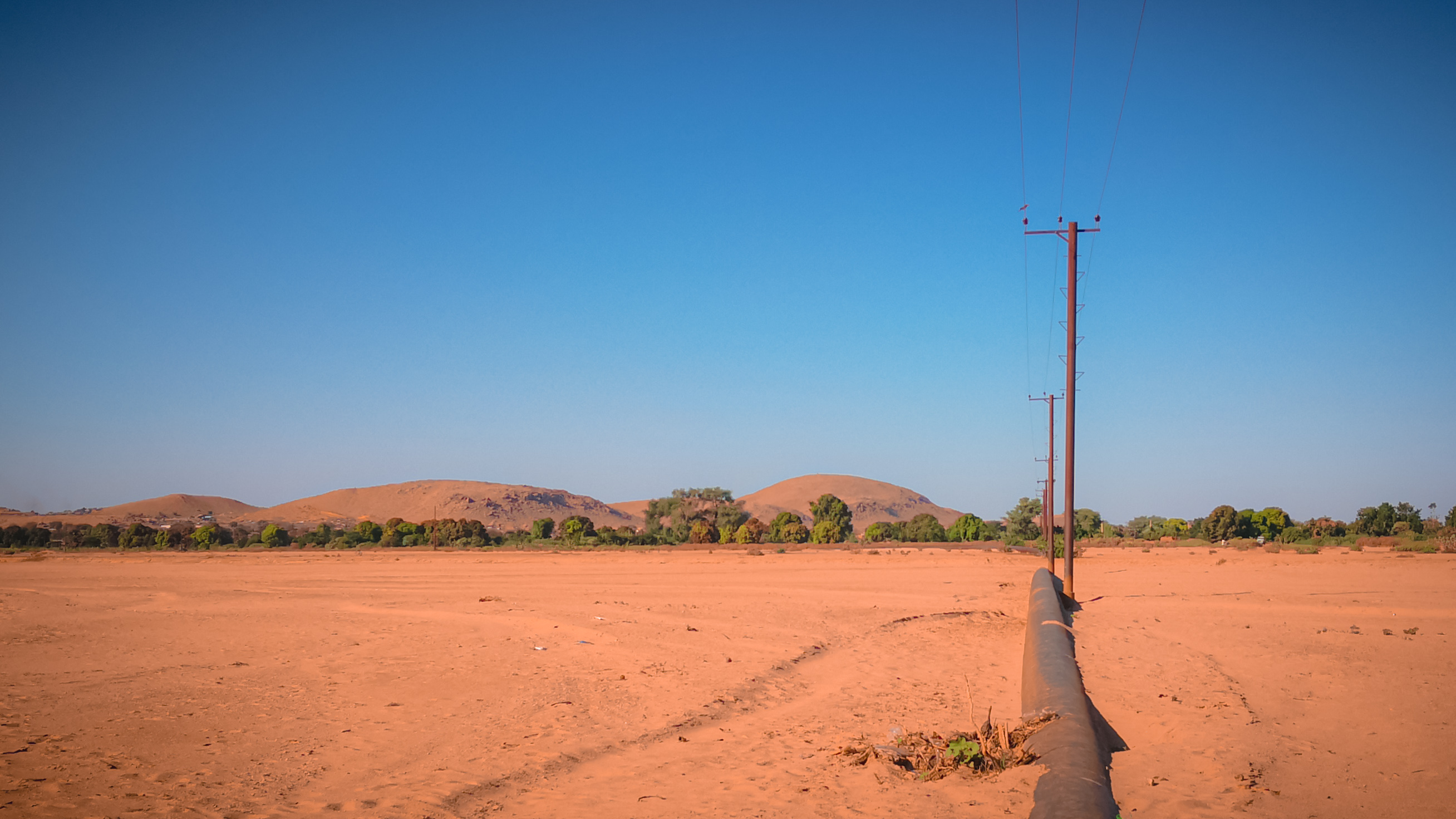
جبل نيالا ووادي برلي

نِيَالا مدينة تقع في الجزء الغربي من السودان، على ارتفاع 673 متر (2,208 قدم) فوق سطح البحر، جنوب هضبة جبل مرة على بعد 900 كيلومتر تقريباً من الخرطوم. وتتقاطع فيها الطرق من شرق السودان إلى غربه ومن الجنوب إلى الشمال وينتهي عندها خط السكك الحديدية من جهة الشرق ليبدء منها الخط المتجه نحو مدينة واو في جنوب السودان، وهي مركز رئيسي لتجارة الصمغ العربي. وقد انعكس تمازج موقعها الجغرافي هذا ومواردها الطبيعية في النسيج الاجتماعي، حيث تضم معظم قبائل دارفور وفي مقدمتهم قبائل البقارة الذين يشكلون غالبية سكانها. ونيالا هي عاصمة ولاية جنوب دارفور.

## أصل التسمية
نيالا(بكسر النون) لفظ بلغة قبيلة (الداجو) التي تقطن المنطقة، ويُنطق أصلا «نّا-لا» Ña-la النون فيه معَطَشة كالنون الإيطالية في لفظ«سنيور» signore - السيد - أو حرف (ኛ)، نيّا بالأمهرية. واللفظ نيالا يعني بلغة الداجو مكان الأنس أو المسرح، مما يرجح بأن الموقع الذي اقيمت فيه نواة المدينة كان مسرحا على الهواء الطلق open air theatre لألعاب موسمية كبيرة كالمصارعة أو الرقص وقرع الطبول كالنقارة، وهي من أبرز النشاط الفولكلوري الذي تشتهر به المنطقة منذ وقت طويل. ويحلو لسكان المدينة أن يطلقوا عليها اسم نيالا البحير.

## التاريخ
برزت نيالا في القرن الخامس عشر كمقر لحكم مملكة الداجو، التي تأسست في المنطقة المحيطة بجبل أم كردوس بغرب السودان حتى سقوط الحكم بنهاية القرن الخامس عشر الميلادي. ومن حكامها السلطان فاروق كاسي.
ويرجع تاريخ نيالا كمدينة إلى عام 1929 م، عندما اختيرت إبان الحكم الثنائي لتكون مركزا إدارياً لمجلس ريفي غرب البقارة وذلك بعد سقوط سلطنة الفور عام 1917 م، وخضوعها للإدارة البريطانية. ووفقا لبعض الروايات فإن قائد القوات البريطانية آنذاك التقى بالسلطان سليمان آدم ليستشيره حول أفضل الأماكن في دار فور من حيث توافر مصادر المياه وتضاريس الأرض لأقامة مقر الإدارة البريطانية في دارفور، فأشار إليه السلطان بنيالا كمكان تتوافر فيه تلك المقومات، وعمل الإنجليز بتلك النصيحة فأصبحت نيالا عاصمة إقليمية. وبعد تقسيم دارفور إلى إقليمين اختيرت نيالا عاصمة لإقليم جنوب دارفور وهوالمركز الإداري نفسه الذي أخذته كعاصمة لولاية جنوب دارفور.

## طوبغرافيا المدينة
تقع نيالا في المنطقة الشمالية من ولاية جنوب دارفور التي تتميز من ناحية التضاريس بأرض صخرية تغطيها طبقات من التربة الطينية والرملية وتقع هضبة جبل مرة في الأجزاء الشمالية الغربية منها وتنحدر عدة أودية موسمية من الهضبة تتجه من الشمال نحو الجنوب لتصب في نهر بحر العرب(بحر فارس ) أو نهر كير هو نهر يتدفق على مسافة 800 كيلومتر تقريبًا عبر جنوب غرب السودان  ويغذي بعضها حوض البقارة. ويشق المدينة من الغرب نحو الشرق وادي برلي الذي يعد واحد من أكبر أودية دارفور حيث تتجمع فيه مياه الأمطار الموسمية التي تهطل في المرتفعات. ومن معالمها الطوبغرافية أيضاً جبل نيالاووادي بلبل الذي يقع في غربها.

## الإدارة والأحياء السكنية

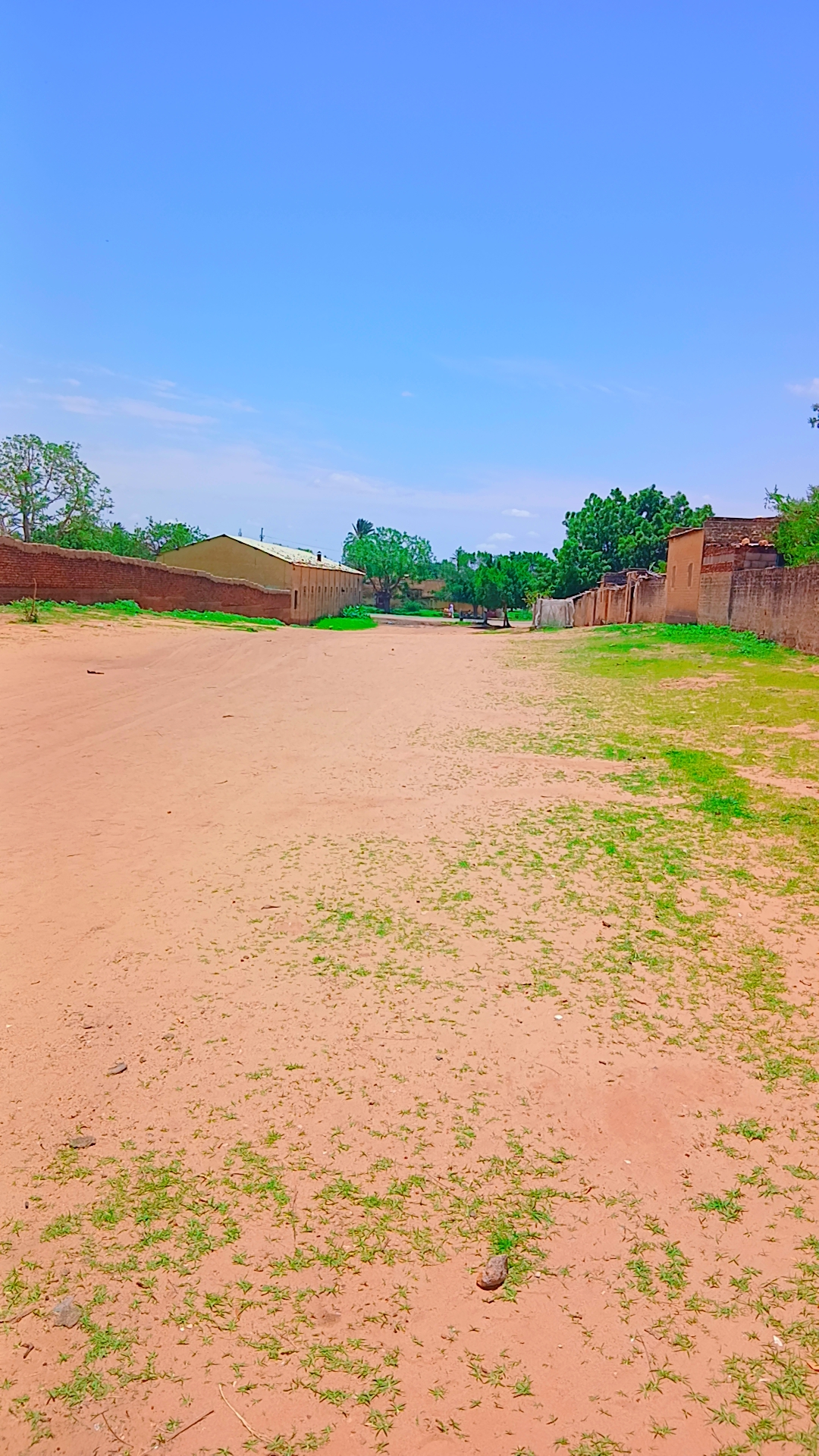
شارع المعهد العلمي ومدرسة ام المؤمنين

نيالا محلية من محليات ولاية جنوب دارفور وتتكون من بلدية، وهذه بدورها تتكون من أربع وحدات إدارية تتبع لكل منها عدة أحياء سكنية على رأس كل حي رئيس لجنة شعبية ومنسق لهذه اللجان، وإدارات خدمية مختلفة تشمل التعليم والصحة والطرق وغيرها. والوحدات هي:
1. وحدة نيالا وسط الإدارية، وتضم أحياء الجمهورية، والسينما، وشم النسيم، والامتداد، والمزاد.
2. وحدة نيالا شمال الإدارية، وتضم أحياء السلام، وحي رايق، والكنغو، والدباغة، والخرطوم بالليل، والتضامن {سكرشتت} سابقآ، وحي الثورة، والسد العالي، المصانع والدروة، [بحاجة لمصدر] والحلة الفوق، والرياض، وحي المطار الذي يضم عدداً من مقار وكالات الأمم المتحدة وحي النهضة وحي الانتفاضة.
3. وحدة نيالا شرق الإدارية، وتضم حي السكة حديد، وحي الجبل، وأحياء مجوك، وطيبه النيل، ودريج. عبد الرحمن، وحي النسيج، الكلالكة.
4. وحدة نيالا جنوب الإدارية وتضم أحياء كوريا، وتكساس، وغرب الإذاعة ، وحي الأندلس غرب حي تكساس حيث يوجد في أرض هذا الحي كمية من اليورانيوم كما قالت مصادر من إحدى المنظمات الدولية؛ حي والوادي غرب، حي والوادي شرق وحي الجير [3]

ومن أشهر المناطق الواقعة بين محليتي الرهيد وعِد الفرسان منطقة بريدية تلك المنطقة السياحية بها بحيرة بريدية والعديد من المناظر الخلابة

## التمثيل القنصلي الأجنبي
توجد في نيالا قنصلية عامة لجمهورية أفريقيا الوسطى.

## النشاط الاقتصادي

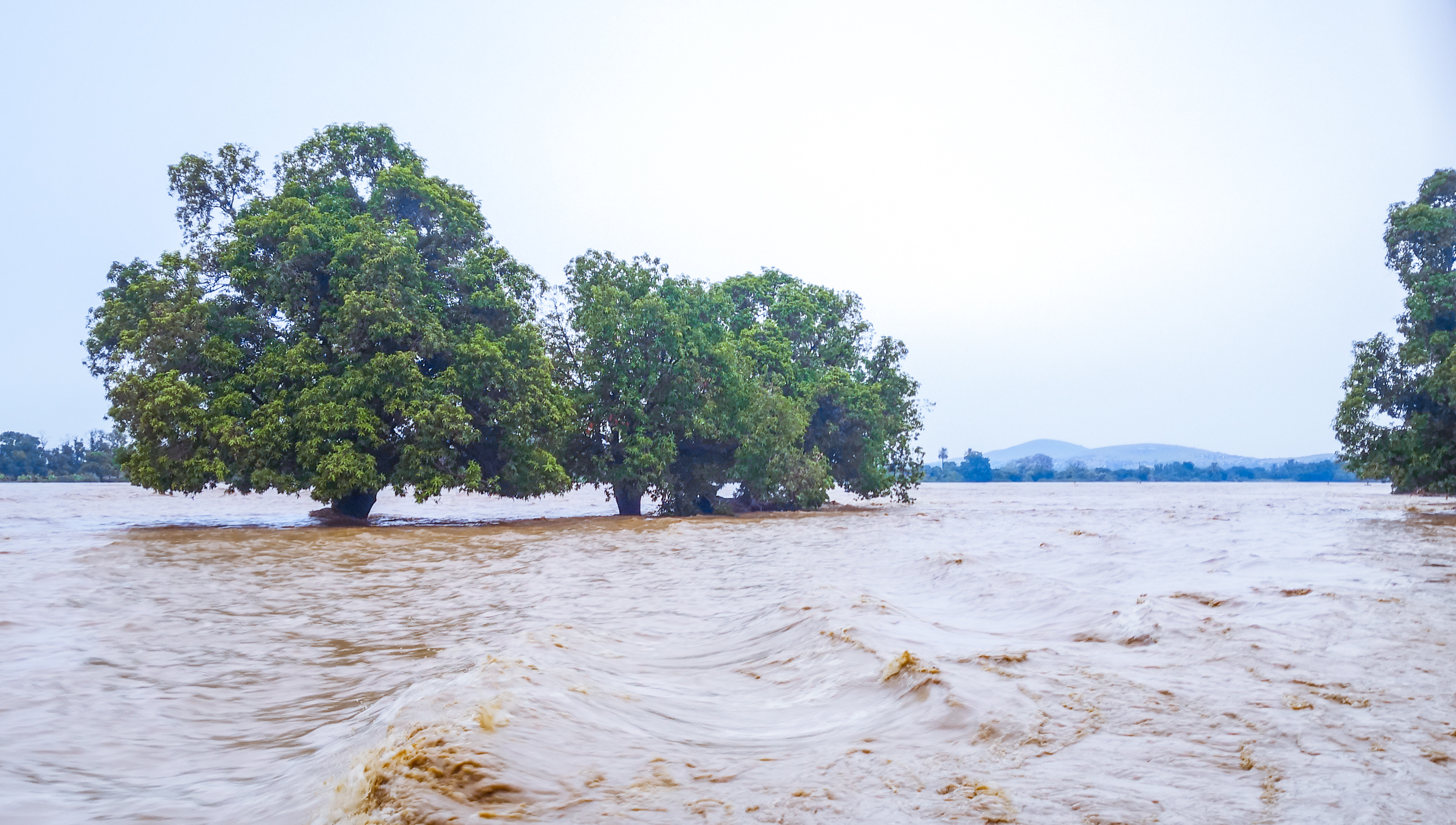
وادي نيالا(وادي برلي) في الخريف

يعتمد اقتصاد نيالا على الزراعة التي تشكل عماد اقتصادها، وتشمل منتوجاتها الدخن والفول السوداني والصمغ العربي والكركدي والعرديب.
كما يعتمد اقتصادها على تجارة الماشية التي تصدّر حية إلي مختلف الأسواق داخل السودان وخارجه، ويوجد مسلخ بمواصفات عالمية اسهم في صادر اللحوم الي دول الجوار خاصة مصر والمملكة العربية السعودية إلى جانب تنشيط تجارة اللحوم.
يتركز القطاع الصناعي على بعض الصناعات الغذائية والجلدية.
توجد عدة قشارات محلية صغيرة وحديثة لإزالة القشرة الخارجية لحبوب الفول السوداني كمرحلة أولى من مراحل تحويل الفول الخام الي مادة نصف مصنعة، ويتم تصدير جزء من هذه الكميات المقشورة إلى الخارج، فيما يتم تصنيع الجزء الآخر محلياً باستخلاص زيت الفول لتغطية الحاجة المحلية، وتُصدّر مخلفات عصر الفول في شكل أعلاف لتغذية الحيوان.
كذلك تمارس المدينة تجارة الحدود مع كل من تشاد وأفريقيا الوسطى. ولكن الأحداث التي شهدتها دارفور أدت إلى تراجع واضح في اقتصاد المدينة.

### الخدمات المصرفية
وتشمل فروع البنوك التي بلغ عددها (2011 م) حوالي 18 فرعاً بما فيها فرع بنك السودان المركزي، والبنك الزراعي السوداني. وتقدم هذه المصارف مختلف الخدمات المصرفية من ودائع وسحب وتمويل وتحويلات، كما توجد ماكينات للصرف الآلي في المدينة.

### بورصة المحاصيل
تم إنشاء سوق الأوراق المالية (البورصة) بنيالا عام 1963 م وذلك لتسويق المحاصيل الزراعية. وكانت البورصة تدار من قبل مجلس ريفي نيالا قبل تحويل إدارتها لاحقاً إلى مجلس بلدية نيالا شمال وجنوب، ثم محافظة نيالا. وفي أواخر ثمانينات القرن الماضي تم تكوين إدارة متخصصة للأسواق والأوراق المالية بما فيها بورصة المحاصيل التي شهدت منذ ذلك الحين تطوراً إدارياً واقتصادياً حيث تم إدخال ميزان الطروناطة وبناء صالة حديثة وإقامة مشروع غرابيل. وتعد بورصة محاصيل نيالا ثالث البورصات الدولية للمنتجات الزراعية في السودان بعد بورصتي القضارف والأبيض 

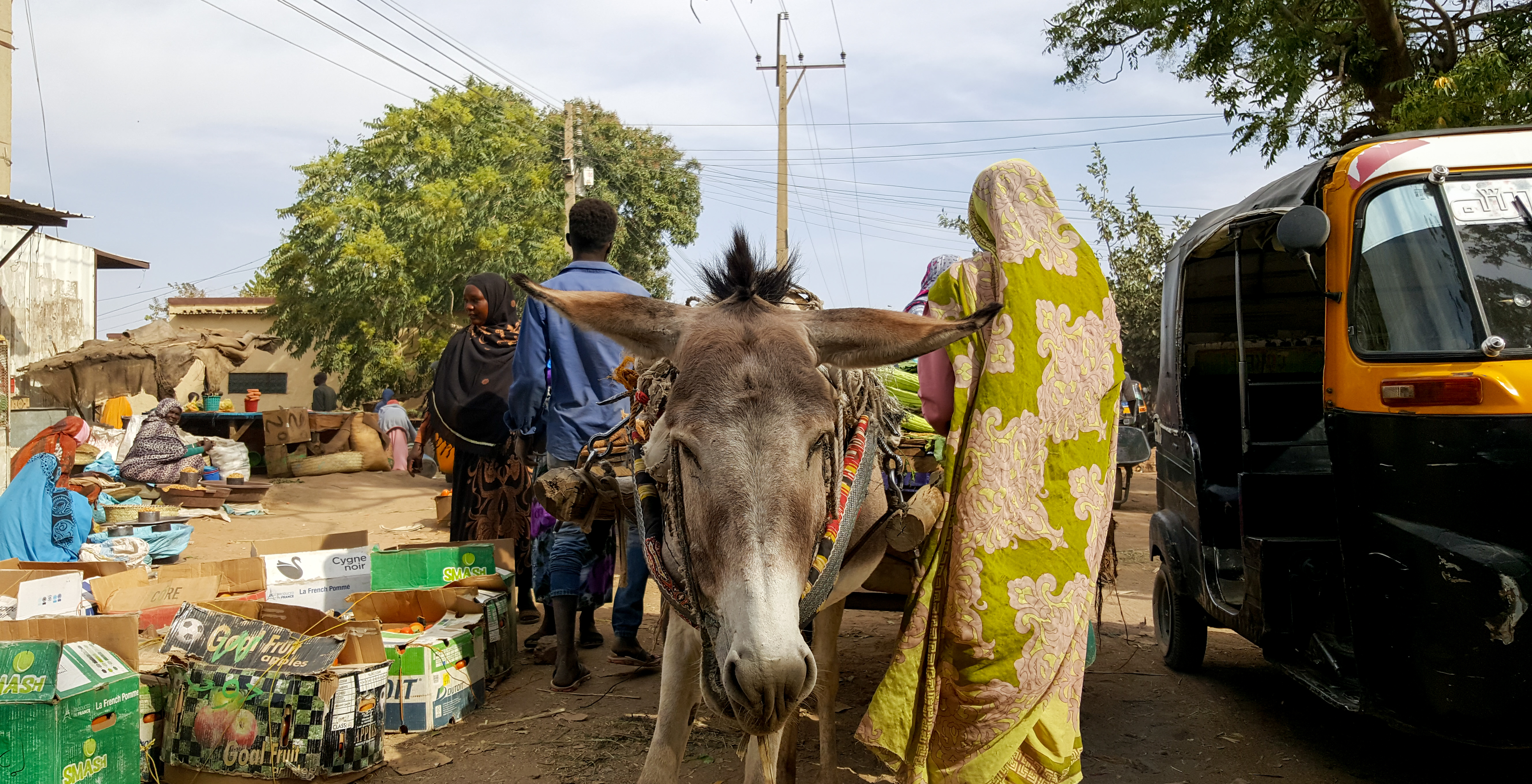
سوق نيالا

### الأسواق
أهم أسواق نيالا هي سوق مواشي نيالا التي تعد أكبر سوق للمواشي في غرب السودان وتشكل مصدراً اقتصادياً رئيسياً للولاية، وسوق نيالا الكبير (ويضم أقسام أم دفسو وسوق الخضار، وسوق البصل، وسوق العيش، وسوق الخور)، والسوق الشعبي، وأسواق الجنينة والقادسية، والجبل، وكرري، والوحدة، وطيبة، بالإضافة إلى سوق الملجة للخضر والفاكهة بموقف الفاشر وهو يشتهر ببيع الفاكهة المنتجة في جبل مرة.

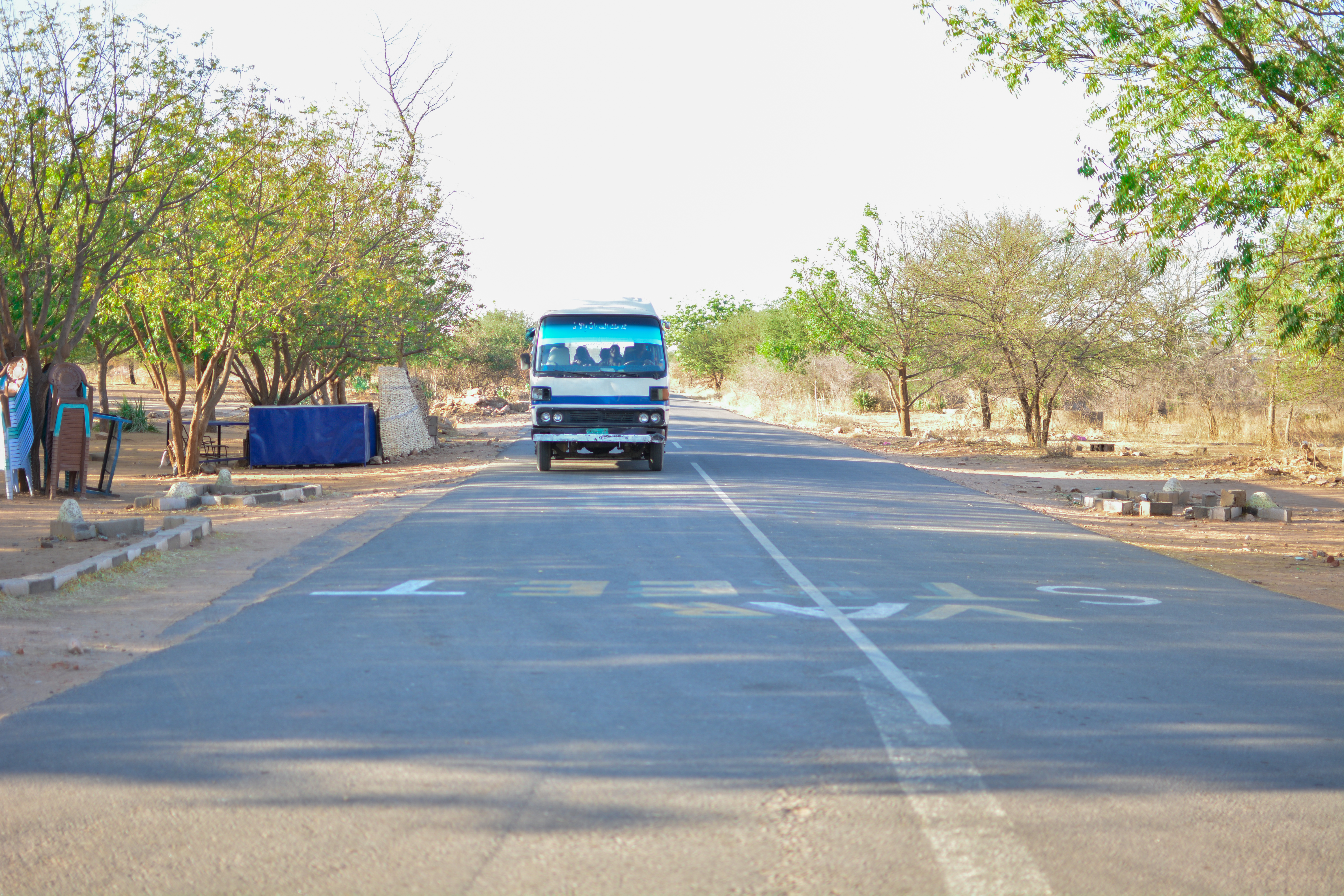
الموصلات

## النقل والمواصلات
ترتبط نيالا باعتبارها ملتقى طرق بشبكة من خطوط النقل والمواصلات كالطرق وبرزها:
- طريق نيالا – زالنجي وطوله 213 كيلو متر.
- طريق نيالا - الفاشر وطوله 205 كيلو متر، المسفلت منه 105 كيلو متر.

كما ترتبط المدينة بخط للسكة الحديدية قادماً من مدينة بابنوسة شرقاُ لينطلق منها نحو مدينة واو بدولة جنوب السودان. وكان للخط دوراً أفتصادياً وعسكرياً كبيراً لنقل البضائع والركاب والعتاد إلى الجنوب قبل أن يتراجع دوره لأسباب أمنية وبسبب تطور طرق النقل البري.

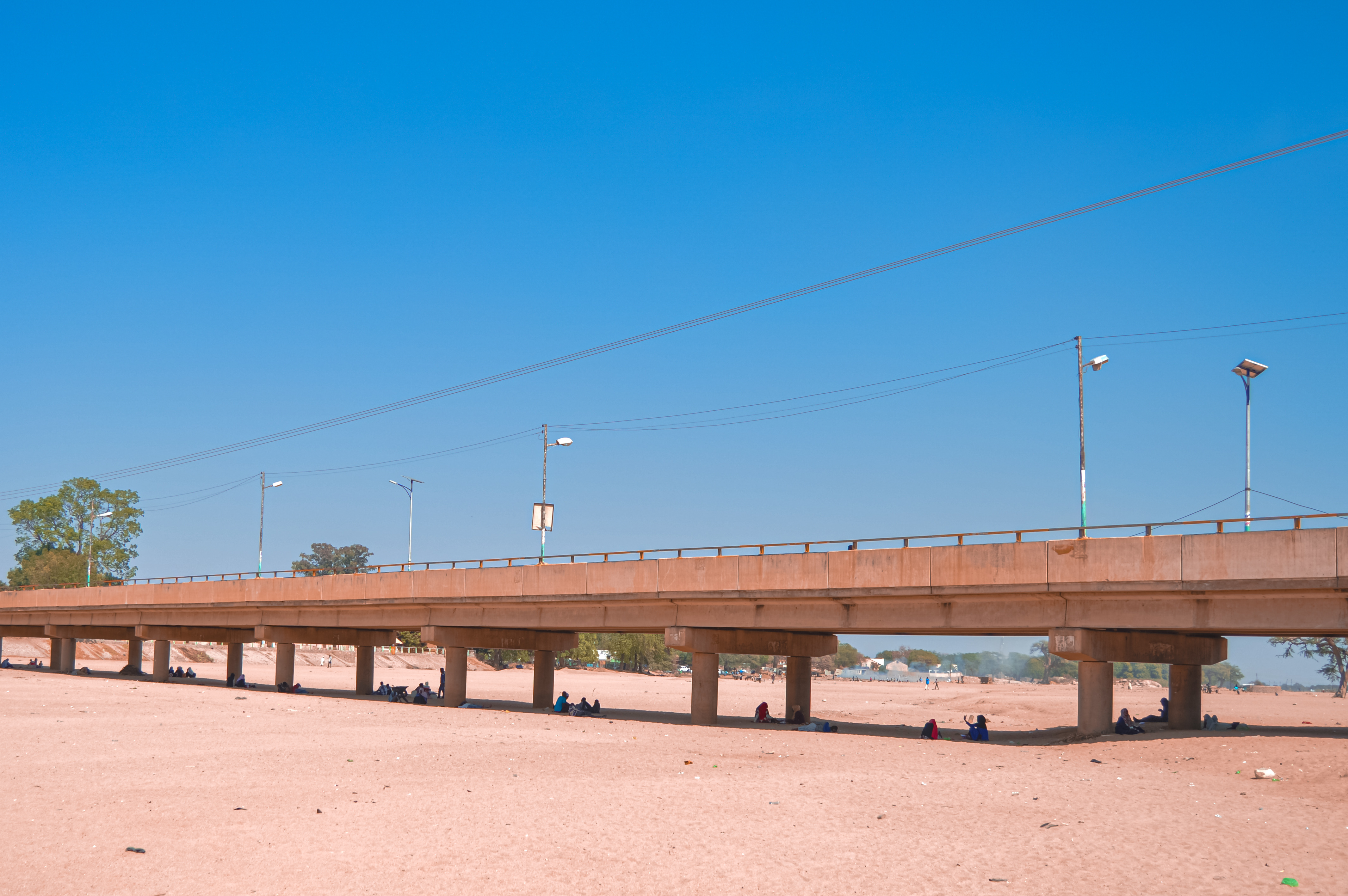
كبري نيالا يربط بين شمال وجنوب المدينه

للمدينة مطاراً دولياً يعرف باسم مطار نيالا يقع في شرقها ويستقبل مختلف أنواع الطائرات ويقدم خدمات الجوازات والجمارك، ورمزه (HSNN) في المنظمة الدولية للطيران المدني ايكاو و (UYL) في منظمة اتحاد النقل الجوي الدولي الأياتا 

## الفندقة والمطاعم
ساهم التواجد المكثف لبعثات الأمم المتحدة والمنظمات الدولية والسودانية والاندية الرياضية بعد تأهل فريقين الي الدوري السوداني الممتاز في المدينة إلى انتعاش صناعة الفندقة فظهرت فنادق جديدة لمقابلة الطلب المتزايد عليها خاصة من حيث جودة النوعية وأصبح عددها الآن لا يقل عن 6 فنادق ونزل تبلغ سعتها الاستيعابية حوالي 200 غرفة. يعتبر فندق كورال (خمس نجوم) وبعدد غرفه البالغ 102 غرفة هو أكبرها. كما تزخر المدينة بعدة مطاعم ذات مستويات جيدة.

## السياحة
هناك بضعة معالم ومناطق تعتبر سياحية وترفيهية إلى جانب الفعاليات المنتظمة، ومنها:
- منتزه نيالا العائلي
- مسرح نيالا البحير
- سينما نيالا
- بساتين ورمال وادى بيرلي
- أسواق نيالا التقليدية
- فضاء كوبري مكة
- فعاليات مهرجان وادي برلي
- ساحة المولد حيث تقام بعض الفعاليات الموسمية أو الدورية مثل احتفالات المولد النبوي
- استاد نيالا الرياضي حيث تقام الفعاليات الرياضية وتصفيات الدوري
- وهناك العديد من الكافيهات في مدنية نيالا مثلا (مونتي كافيه، جوكس كافيه، هبتا كافيه، ونيالا كافيه)
- والكثير من المنتجعات السياحية مثل (منتجع تكتيك)

كما تعتبر نيالا محطة تجهيز أو استراحة للسياح المتجهين نحو جبل مرة أو محمية الردوم الطبيعية السياحية.

## التعليم
جامعة نيالا التي تاسست في عام 1995 م، تعد أكبر المؤسسات التعليمية وتضم الكليات والشُعب التالية:
كلية الطب البشري التي أسست حديثاً وكلية العلوم البيطرية، كلية التربية، كلية العلوم الهندسية، كلية الاقتصاد والدراسات التجارية، كلية القانون والشريعة، كلية الدراسات العليا، كلية التقانة وتنمية المجتمع، كلية الاطر الصحية، كلية المجتمع، مركزالأبحاث وخدمة المجتمع.
و كلية نيالا التقنية والتي تضم معظم كليات الهندسة والعلوم التقنية وتمنح الدبلوم في ثلاثه سنين وكلية دارفور

## المناخ
| البيانات المناخية لـ{{{location}}} | البيانات المناخية لـ{{{location}}} | البيانات المناخية لـ{{{location}}} | البيانات المناخية لـ{{{location}}} | البيانات المناخية لـ{{{location}}} | البيانات المناخية لـ{{{location}}} | البيانات المناخية لـ{{{location}}} | البيانات المناخية لـ{{{location}}} | البيانات المناخية لـ{{{location}}} | البيانات المناخية لـ{{{location}}} | البيانات المناخية لـ{{{location}}} | البيانات المناخية لـ{{{location}}} | البيانات المناخية لـ{{{location}}} | البيانات المناخية لـ{{{location}}} |
| الشهر                              | يناير                              | فبراير                             | مارس                               | أبريل                              | مايو                               | يونيو                              | يوليو                              | أغسطس                              | سبتمبر                             | أكتوبر                             | نوفمبر                             | ديسمبر                             | المعدل السنوي                      |
| ---------------------------------- | ---------------------------------- | ---------------------------------- | ---------------------------------- | ---------------------------------- | ---------------------------------- | ---------------------------------- | ---------------------------------- | ---------------------------------- | ---------------------------------- | ---------------------------------- | ---------------------------------- | ---------------------------------- | ---------------------------------- |
| متوسط درجة الحرارة الكبرى °ف       | 87                                 | 91                                 | 97                                 | 100                                | 100                                | 97                                 | 90                                 | 88                                 | 91                                 | 95                                 | 91                                 | 88                                 | 93                                 |
| متوسط درجة الحرارة الصغرى °ف       | 59                                 | 63                                 | 68                                 | 72                                 | 73                                 | 73                                 | 72                                 | 70                                 | 70                                 | 70                                 | 66                                 | 61                                 | 68                                 |
| الهطول إنش                         | 0                                  | 0                                  | 0                                  | 0.00                               | 0.04                               | 0.1                                | 0.19                               | 0.22                               | 0.1                                | 0.02                               | 0                                  | 0                                  | 0.67                               |
| متوسط درجة الحرارة الكبرى °م       | 31                                 | 33                                 | 36                                 | 38                                 | 38                                 | 36                                 | 32                                 | 31                                 | 33                                 | 35                                 | 33                                 | 31                                 | 34                                 |
| متوسط درجة الحرارة الصغرى °م       | 15                                 | 17                                 | 20                                 | 22                                 | 23                                 | 23                                 | 22                                 | 21                                 | 21                                 | 21                                 | 19                                 | 16                                 | 20                                 |
| الهطول مم                          | 0                                  | 0                                  | 0                                  | 0.1                                | 0.9                                | 2                                  | 4.9                                | 5.7                                | 3                                  | 0.6                                | 0                                  | 0                                  | 17.2                               |
| المصدر: Weatherbase                |                                    |                                    |                                    |                                    |                                    |                                    |                                    |                                    |                                    |                                    |                                    |                                    |                                    |

## الرعاية الصحية
يوجد في نيالا 6 مستشفيات
- مستشفى نيالا التعليمي،
- المستشفى العسكري
- مستشفى الشرطة نيالا
- المستشفى التخصصي
- المستشفى التركي
- مستشفى حى النهضة

كما يوجد بها عدد من المراكز الصحية في عدد من الاحياء مثل التضامن، السلام، الوادي، الوحدة، كرري، الجبل، طيبة والجير

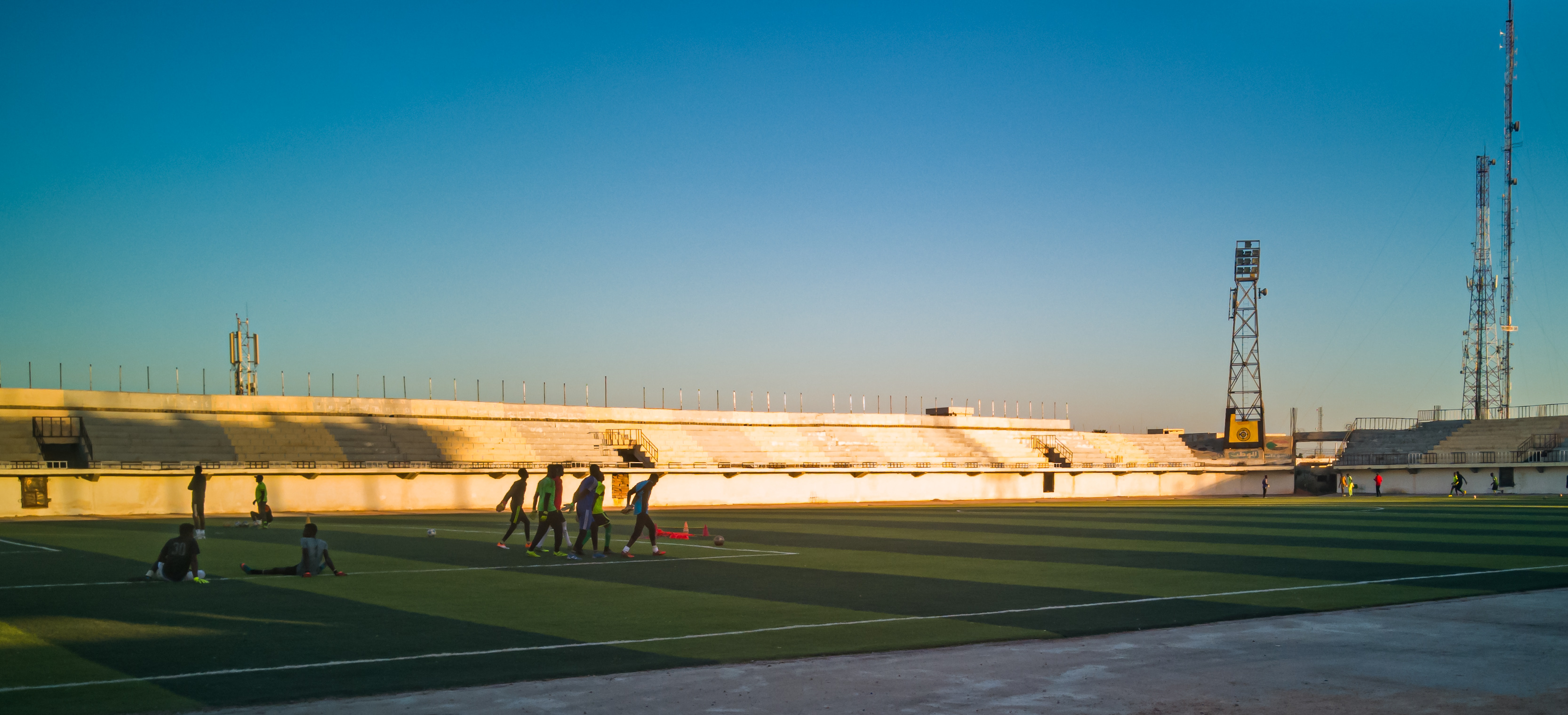
استاد نيالا

[بحاجة لمصدر]

## الثقافة والرياضة
تزخر مدينة نيالا بعدد من المؤسسات الثقافية المتمثلة في الأندية الثقافية الاجتماعية ودور السينما والمسارح ومن بينها سينما نيالا الشهيرة ومسرح البحير وهيئة إذاعة وتلفزيون نيالا، وأما المؤسسات الرياضية فإنها تتمثل في إستاد نيالا الرياضي والأندية الرياضية المختلفة ومن بينها أندية هلال نيالا ومريخ نيالا.

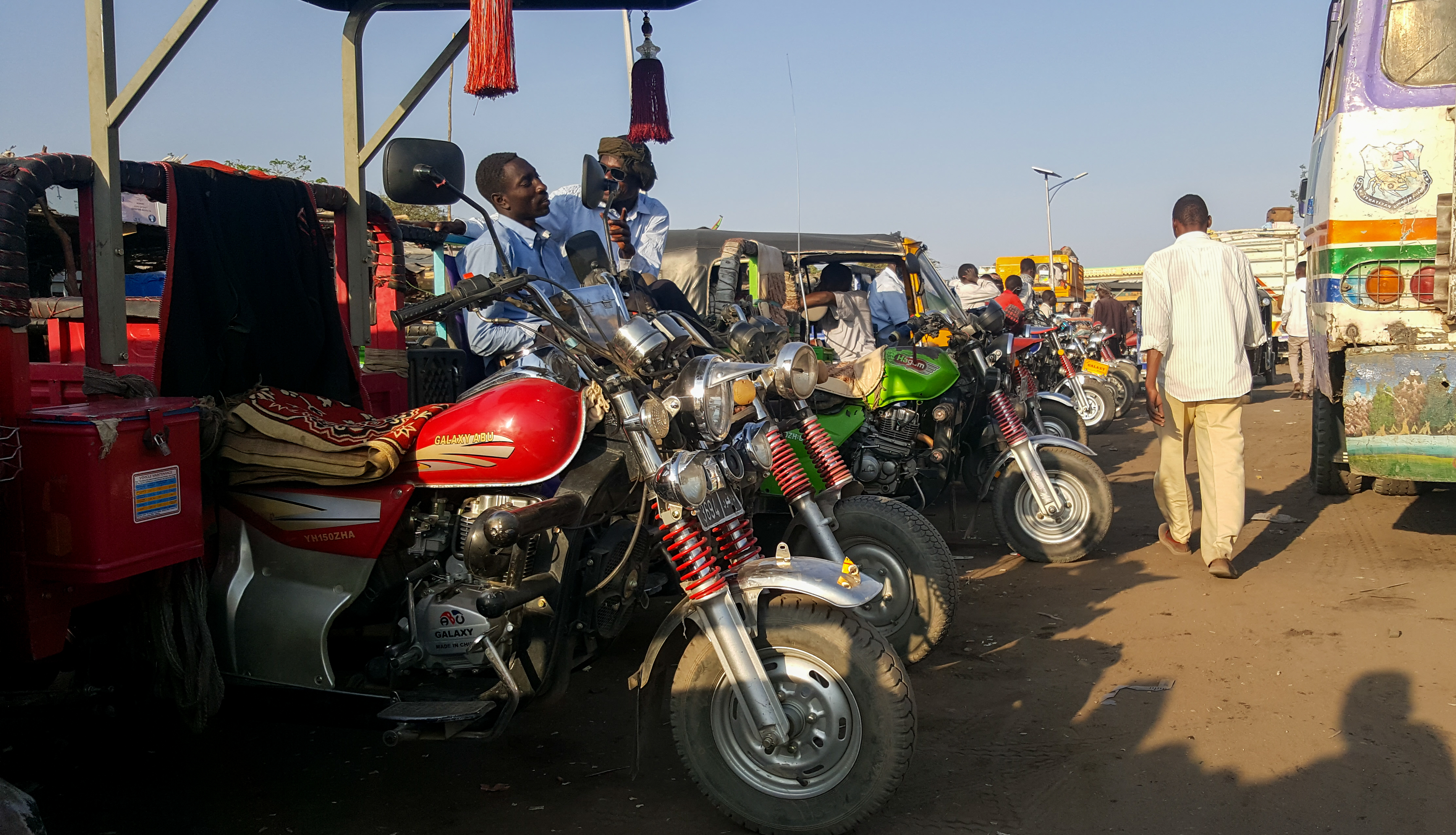

## السكان
تزايد عدد سكان المدينة في الآونة الأخيرة، حيث وفدت إليها موجات من الهجرة من المناطق المختلفة بشمال دارفور وشمال كردفان بسبب الجفاف الذي ضرب تلك المناطق في ثمانينات القرن الماضي ثم في بداية الألفية الثانية بسبب التدهور الأمني والقتال الذي شهدته مناطق دارفور. نتيجة لذلك استضافت المدينة عدداً من معسكرات النازحين الكبيرة من بينها معسكرات كلمة، وعطاش، والسريف والسلام.
جدول يبين النمو الديمغرافي في المدينة
| السنة | عدد السكان       |
| ----- | ---------------- |
| 1973  | 59,853 (تعداد)   |
| 1983  | 111,623 (تعداد)  |
| 1993  | 227,183 (تعداد)  |
| 2007  | 565,734(تقديرات) |

## معرض صور

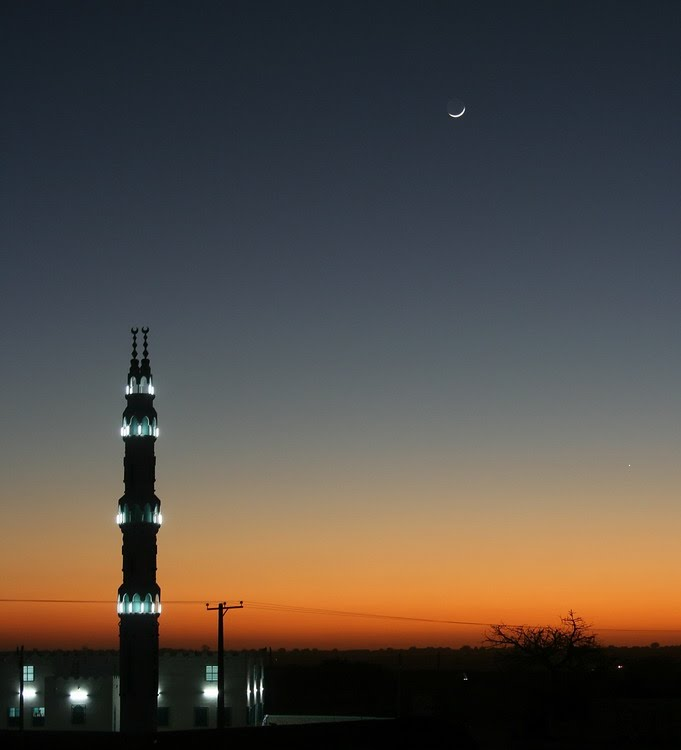
مسجد في نيالا بعد غروب الشمس
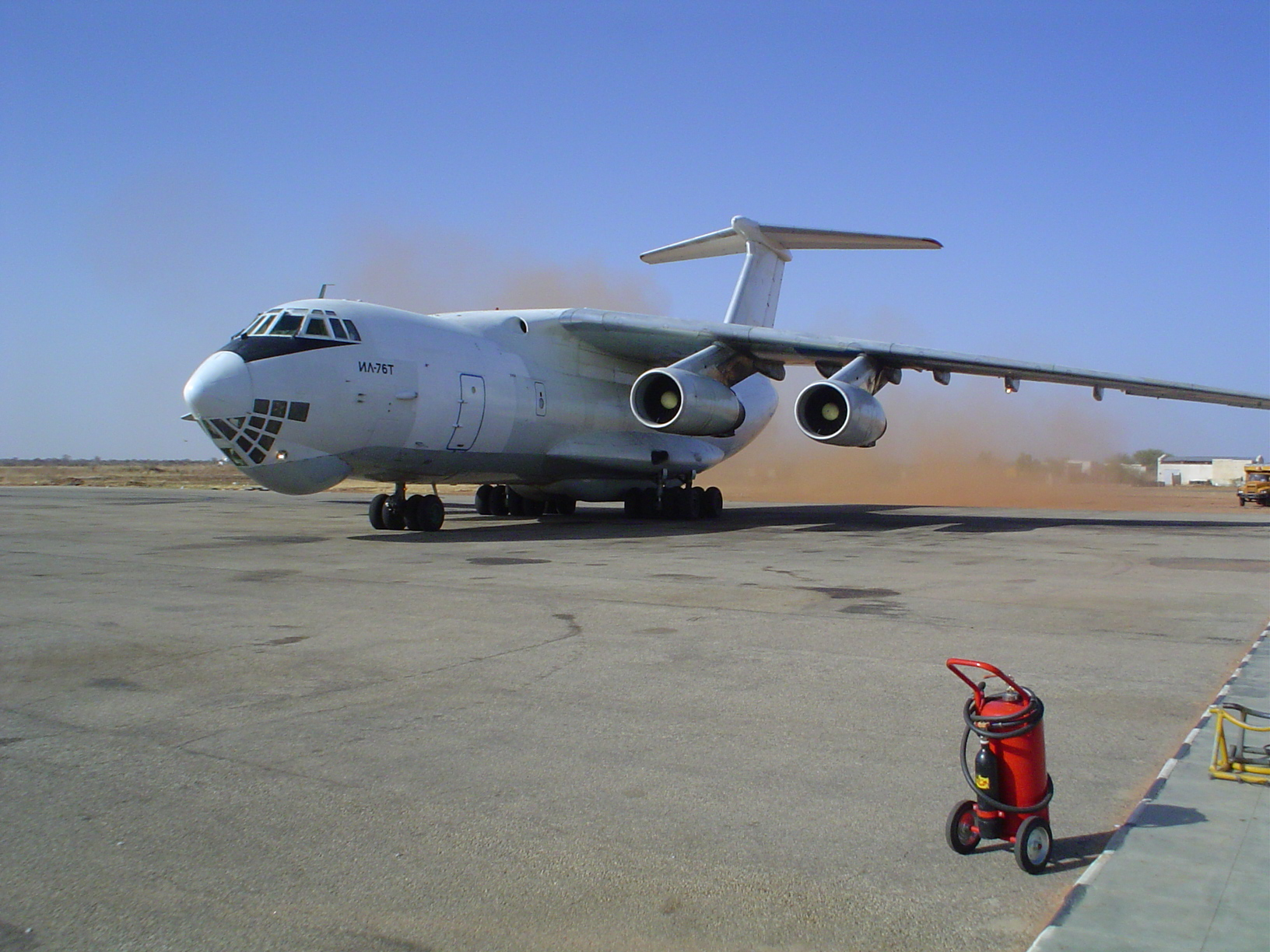
مطار نيالا
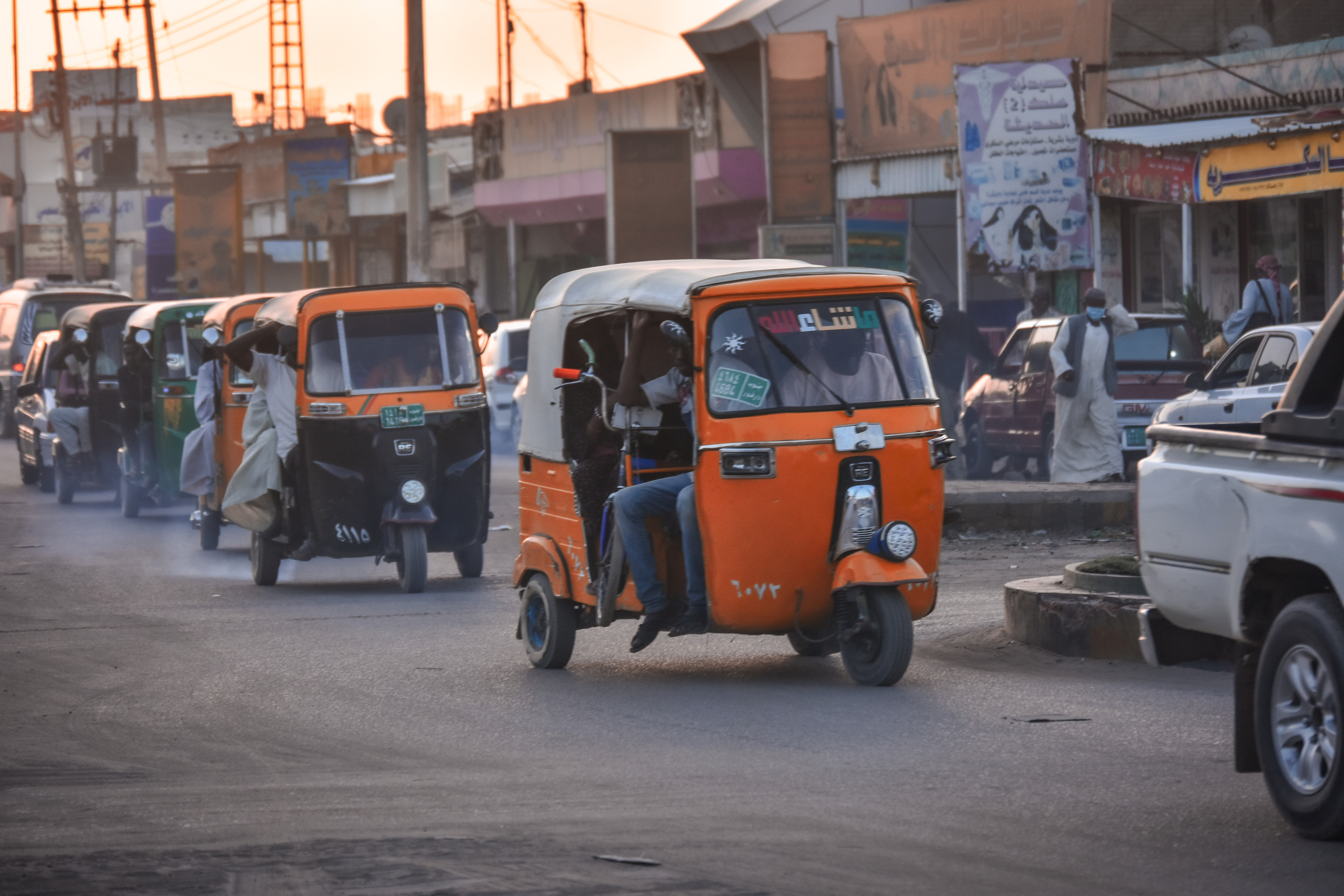
صينية السينما
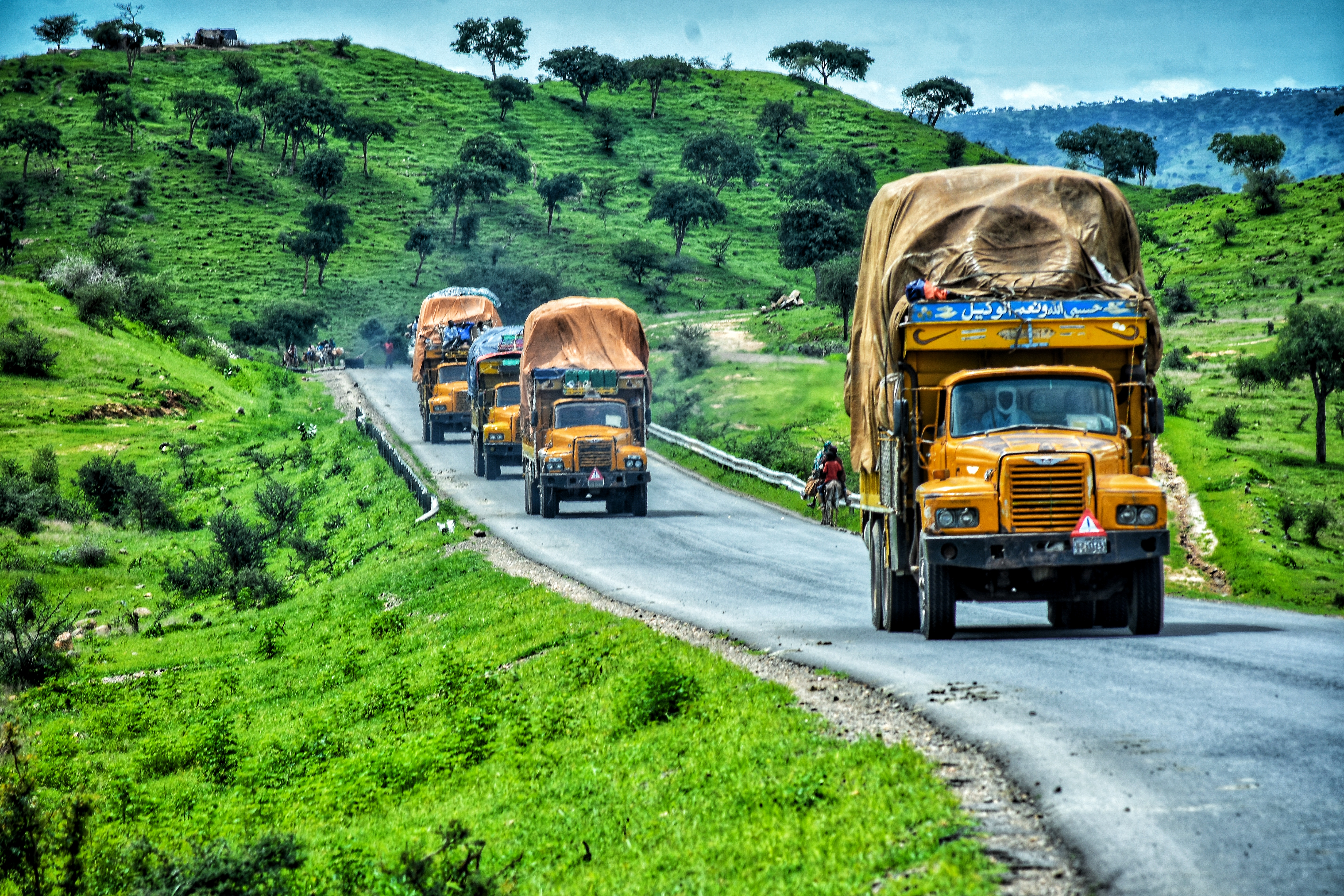
شارع نيالا نيرتتي الي الجنينة في الخلف جزء من جبال مرة
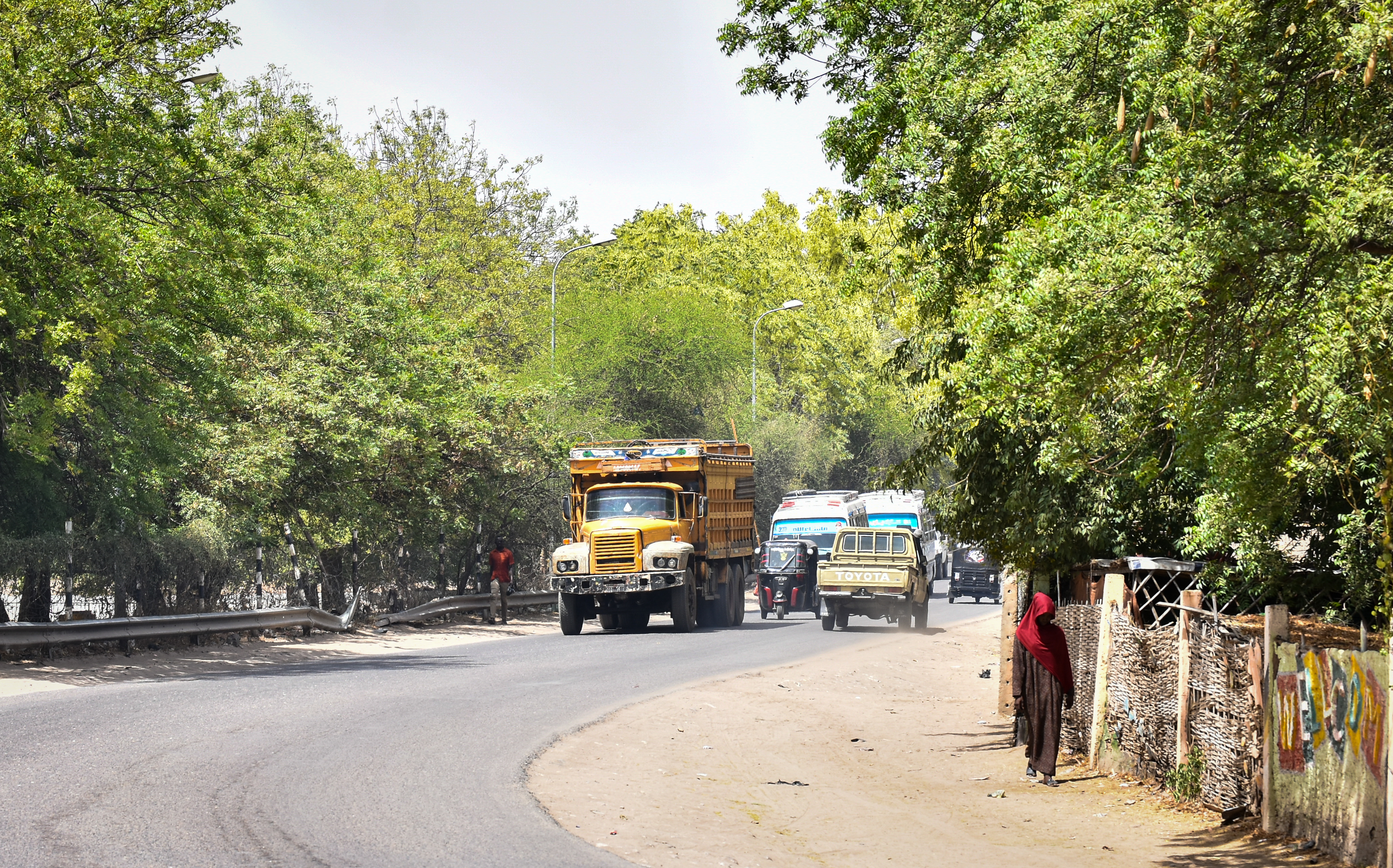
نيالا كبري مكة
مدخل جامعة نيالا